# Siołkowa
Siołkowa – wieś w Polsce położona w województwie małopolskim, w powiecie nowosądeckim, w gminie Grybów.
| SIMC    | Nazwa       | Rodzaj     |
| ------- | ----------- | ---------- |
| 0428560 | Babiarzówka | część wsi  |
| 0428643 | Dolinki     | przysiółek |
| 0428577 | Góra        | część wsi  |
| 0428583 | Huchałówka  | część wsi  |
| 0428590 | Kamera-Wieś | część wsi  |
| 0428614 | Matołówka   | część wsi  |
| 0428608 | Molówka     | przysiółek |
| 0428620 | Osików      | część wsi  |
| 0428637 | Pańskie     | część wsi  |
| 0428650 | Piekiełko   | przysiółek |
| 0428666 | Strzylawki  | przysiółek |
| 0428672 | Zagórze     | przysiółek |

W latach 1975–1998 miejscowość administracyjnie należała do województwa nowosądeckiego.

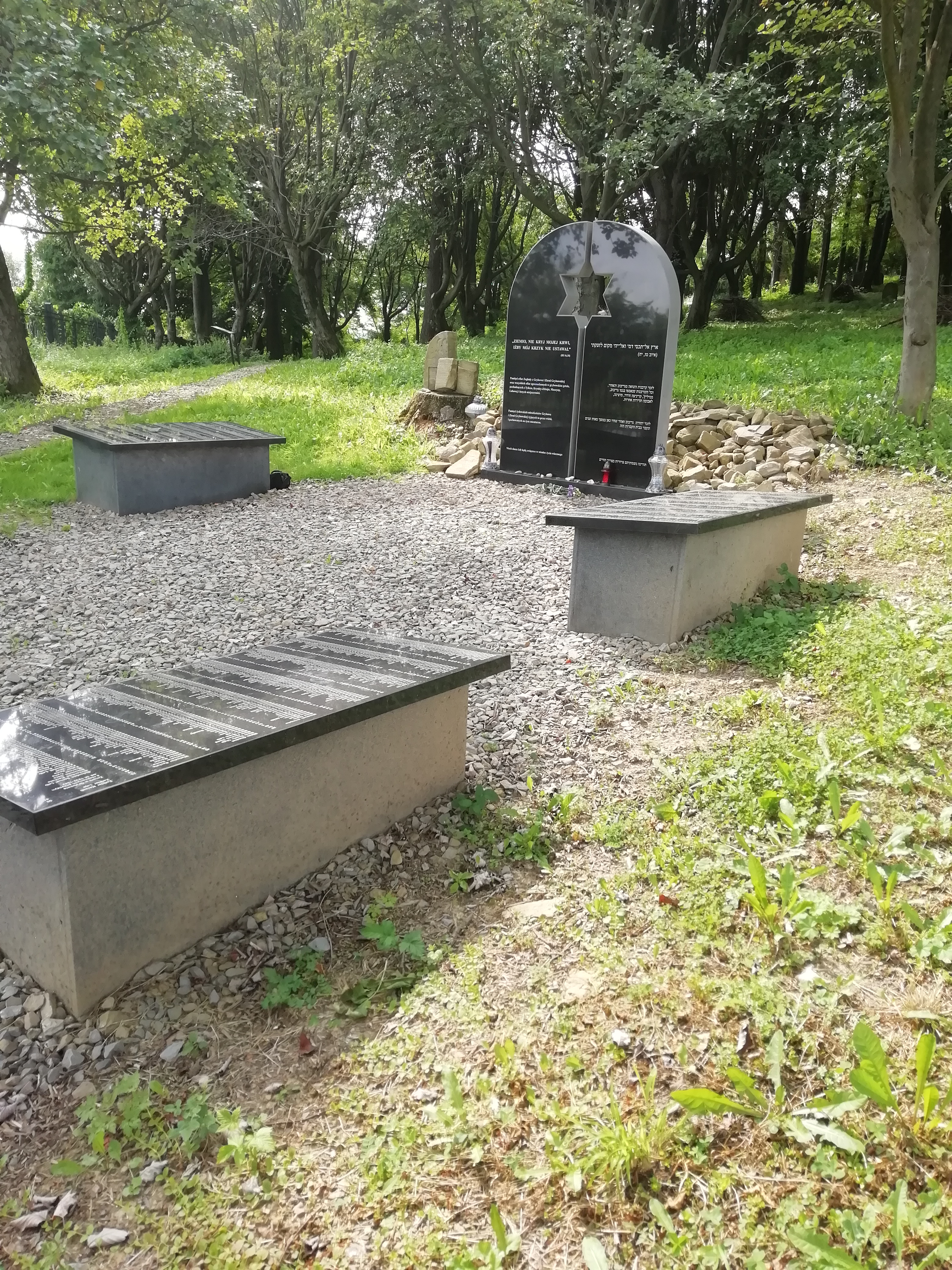
Cmentarz żydowski

## Zabytki
Obiekt wpisany do rejestru zabytków nieruchomych województwa małopolskiego.
- Cmentarz żydowski.

W 1911 roku powstała Ochotnicza Straż Pożarna w Siołkowej. Posiada na wyposażeniu samochody Man i Toyota Hilux 

## Osoby związane z miejscowością
- Karol Pękala, polski duchowny katolicki, biskup tarnowski.